# Eugeniusz Ilmurzyński
Eugeniusz Ilmurzyński (ur. 17 grudnia 1898 w Warszawie, zm. 21 stycznia 1976 w Warszawie) – polski leśnik, profesor SGGW.

## Życiorys
Urodził się w rodzinie robotniczej. W 1916 ukończył szkołę średnią w Warszawie, a w 1918 rozpoczął pracę jako praktykant w lasach majątku Złoty Potok. Studiował na Wydziale Leśnym SGGW, w 1922 uzyskał jako jeden z pierwszych absolwentów (dyplom nr 5) stopień inżyniera leśnika, obecnie równoważny ze stopniem magistra inżyniera.
Po studiach pracował w administracji lasów państwowych, początkowo jako adiunkt w nadleśnictwach Sieraków, Połajewo i Grodzisko. W latach 1923–1926 pracował jako nauczyciel w Państwowej Szkole dla Leśniczych w Zagórzu. W 1926 został powołany na stanowisko nadleśniczego Nadleśnictwa Popioły. W 1934 został kierownikiem Oddziału Hodowli i Ochrony Lasu w Dyrekcji Lasów Państwowych w Poznaniu, a od 1939 jako inspektor w Dyrekcji Naczelnej Lasów Państwowych (DNLP). W okresie okupacji pracował jako sekretarz nadleśnictwa, a po Powstaniu Warszawskim jako robotnik leśny.
Po wyzwoleniu wrócił na poprzednie stanowisko inspektora w DNLP. W latach 1947–1949 pełnił obowiązki naczelnika Wydziału Hodowli i Ochrony Lasu. W 1950 przeszedł do pracy w Instytucie Badawczym Leśnictwa, gdzie do 1965 był kierownikiem Zakładu Hodowli Lasu.
Jednocześnie pracował w Szkole Głównej Gospodarstwa Wiejskiego w Warszawie. W 1946 został adiunktem w Katedrze Ogólnej Hodowli Lasu, następnie był wykładowcą, a w latach 1958–1969 Kierownikiem Katedry Szczegółowej Hodowli Lasu. W 1968 zorganizował pierwsze w Polsce Studium Podyplomowe Hodowli Lasu, pełniąc przez dwa lata funkcję jego kierownika.
W 1954 otrzymał tytuł docenta, a w 1961 obronił doktorat. W 1963 został mianowany profesorem nadzwyczajnym, a w 1969 profesorem zwyczajnym.
Przeszedł na emeryturę w 1969, ale nadal pozostawał aktywny jako wykładowca studiach podyplomowych i promotor prac dyplomowych i rozpraw doktorskich na SGGW.

## Dorobek naukowy
Był opiekunem lub recenzentem kilkunastu rozpraw doktorskich i habilitacyjnych, pod jego kierunkiem wykonano około 90 prac magisterskich z dziedziny hodowli lasu.
Dorobek naukowy obejmuje ponad 50 publikacji oraz ponad 30 nieopublikowanych dokumentacji naukowo-technicznych z obszaru hodowli lasu.
Był koordynatorem wielu prac badawczych z dziedziny pielęgnacji lasu realizowanych w krajach RWPG oraz organizatorem wielu konferencji krajowych i międzynarodowych.
Reprezentował Polskę na światowych kongresach leśnictwa, konferencjach IUFRO, posiedzeniach FAO i RWPG.
Był honorowym członkiem Komitetu Nauk Leśnych PAN oraz członkiem komitetów redakcyjnych Sylwana, Prac IBL, Folia Forestalia Polonica, Lasu Polskiego.

## Działalność polityczna i społeczna
Ilmużyński był aktywnym członkiem PZPR, współorganizatorem SITLiD, wieloletnim członkiem zarządów głównych SITLiD i PTL.

## Odznaczenia i wyróżnienia
Odznaczenia państwowe
- Srebrny Krzyż Zasługi (1946)[3]
- Złoty Krzyż Zasługi
- Krzyż Oficerski Orderu Odrodzenia Polski
- Krzyż Kawalerski Orderu Odrodzenia Polski
- Medal 10-lecia Polski Ludowej (1955)[4]

Nagrody i wyróżnienia
- Nagroda indywidualna I stopnia Ministra Oświaty i Szkolnictwa Wyższego
- Nagroda Przewodniczącego Komitetu Nauki i Techniki
- Dyplom Departamentu Rolnictwa Rządu USA